# Новое Строение
Новое Строение (также Яунбуве, латыш. Jaunbūve) — крупнейший по численности населения район города Даугавпилса (Латвия), один из его исторических районов. Население района составляет свыше 25 тысяч человек (на 2013 год).

## История

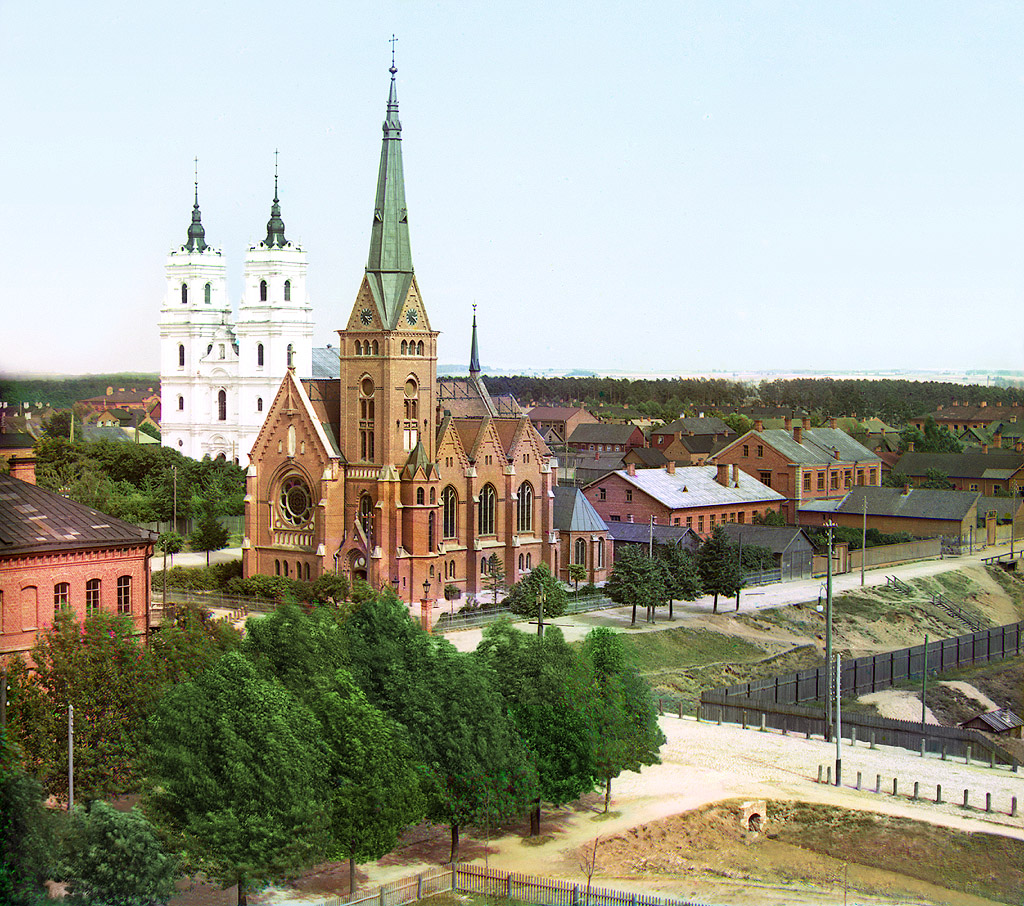
Вид на лютеранскую и католическую церкви в Новом Строении. Фотография С. М. Прокудина-Горского, 1912 год

Возник в середине XIX века, когда стали застраивать домами участок на третьей версте Петербурго-Ковенского шоссе от гребня холмов над центром города и в направлении Строп. Шоссе идущее к городу со временем назвали Шоссейной улицей. Постепенно сложилась сеть улиц, строились заводы (дроболитейный завод по Варшавской улице, кожзавод и др.), а также храмы — гарнизонная церковь (т. н. «Железная церковь»), Борисоглебский кафедральный собор, лютеранская кирха Мартина Лютера, католический костёл Девы Марии, старообрядческая молельная Святого Николы, Успенская единоверческая церковь. В 1880-х годах на Шоссейной улице построена пожарная часть для этого района. В основном здесь была деревянная застройка, но по Шоссейной улице (а также в других частях района) согласно предписанию строились каменные здания.
Район сильно пострадал в годы Второй мировой войны — пожары 1941 и 1944 годов уничтожили множество зданий.
Район завершался нынешней улицей Валкас, прежде называвшейся Невельской. На ней имелась скотобойня, водонапорная башня (взорвана в 1976 году). Еврейское кладбище к озеру Губище.
По улице 18 ноября (быв. Красноармейская, Шоссейная) проходит городской трамвай: от перекрёстка с улицей Валкас прямо, в Стропы, идёт № 3, а налево, на Химию — № 1 и 2. В противоположном направлении маршруты следуют в центр — № 1, в Новый Форштадт — № 2 и в Крепость — № 3.

## Фотографии

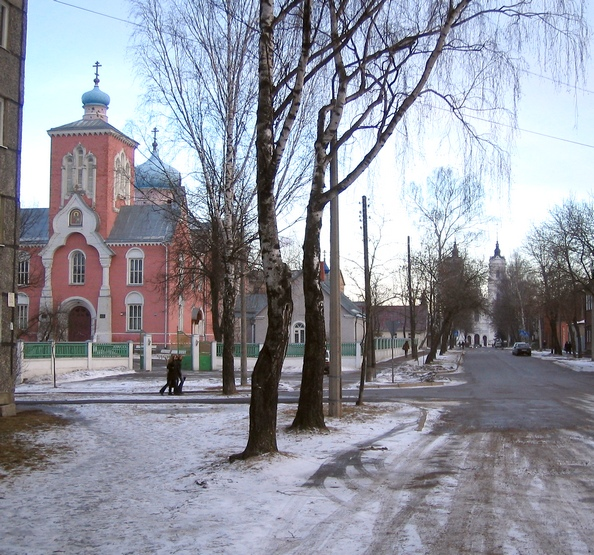
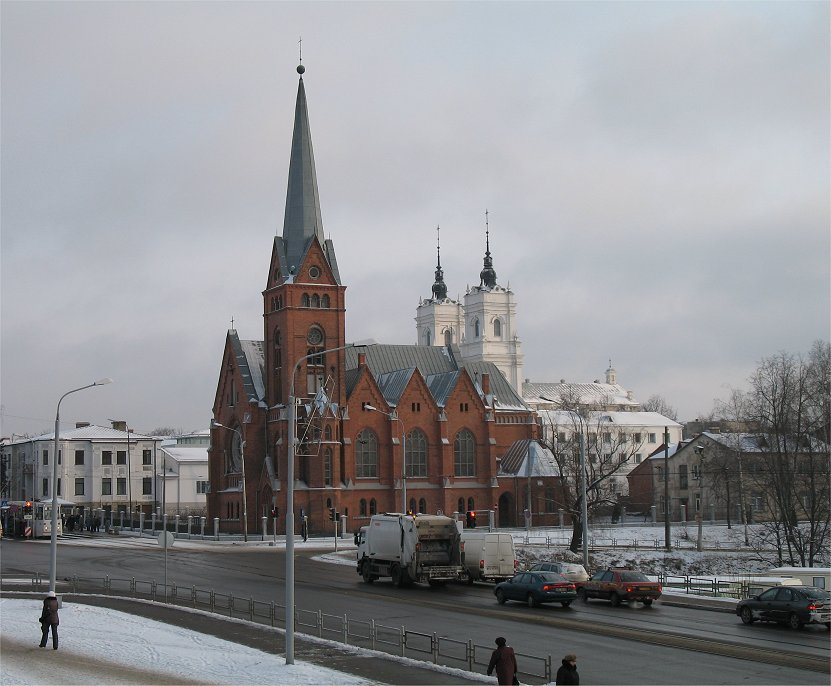
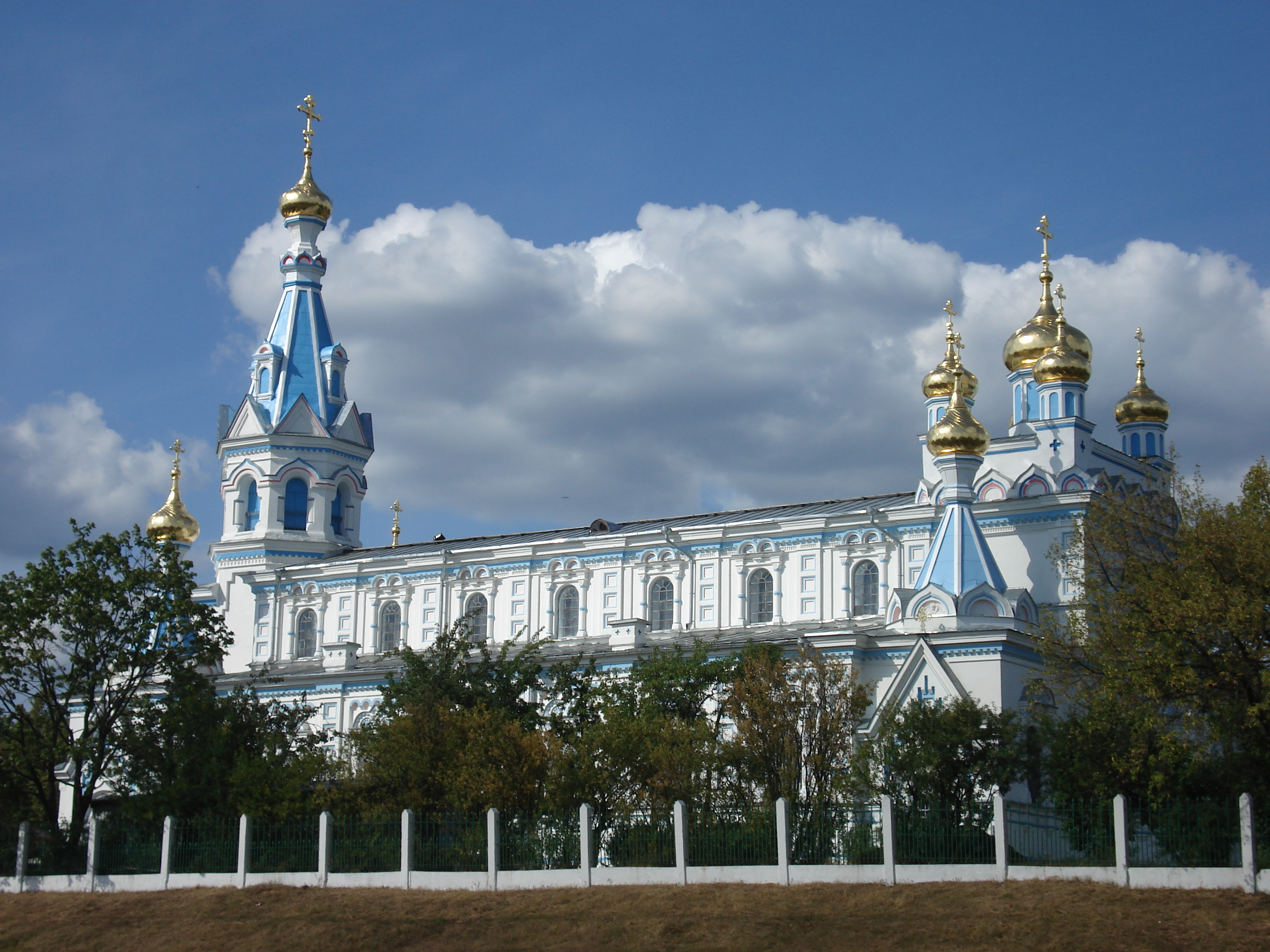
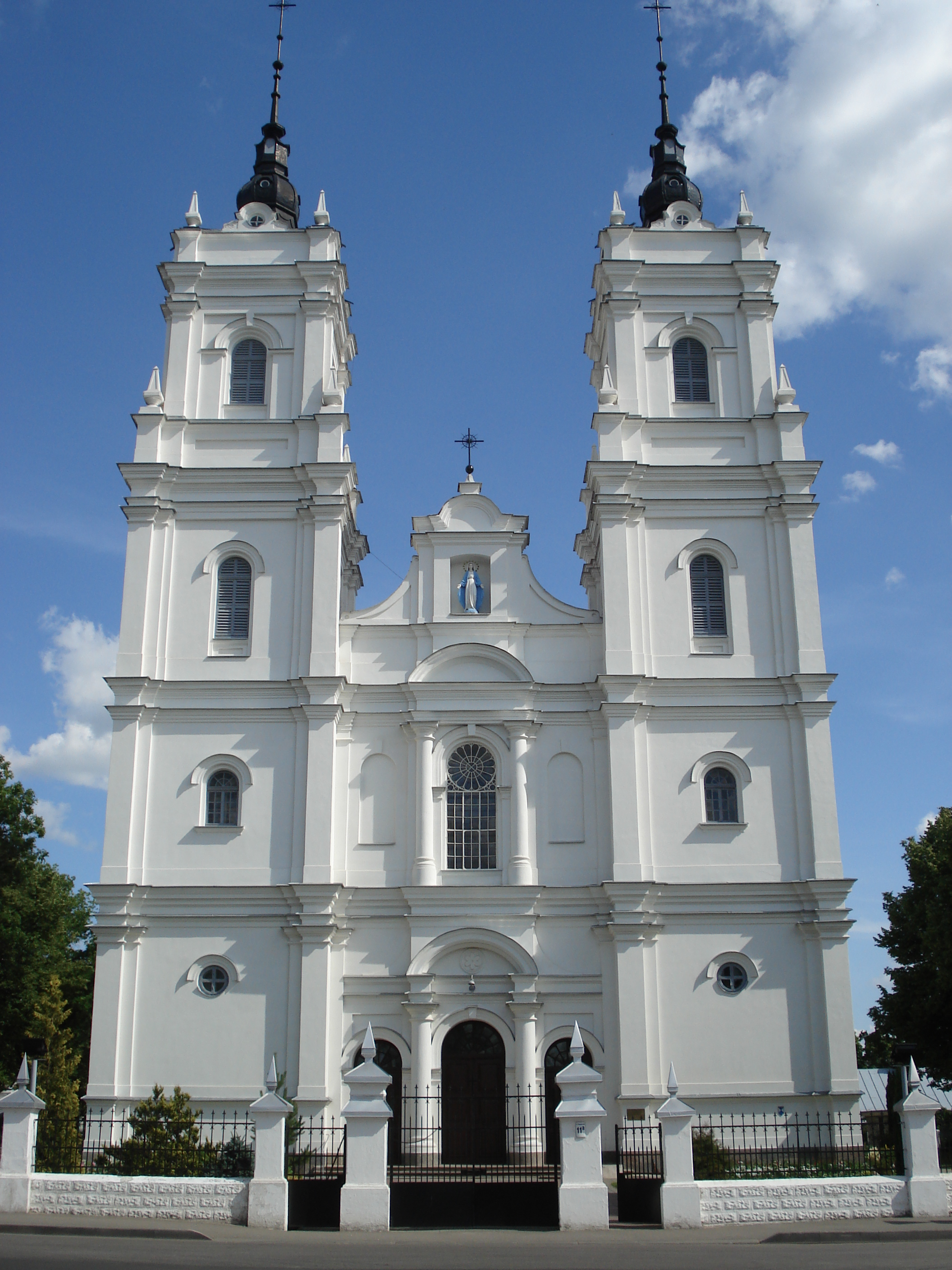
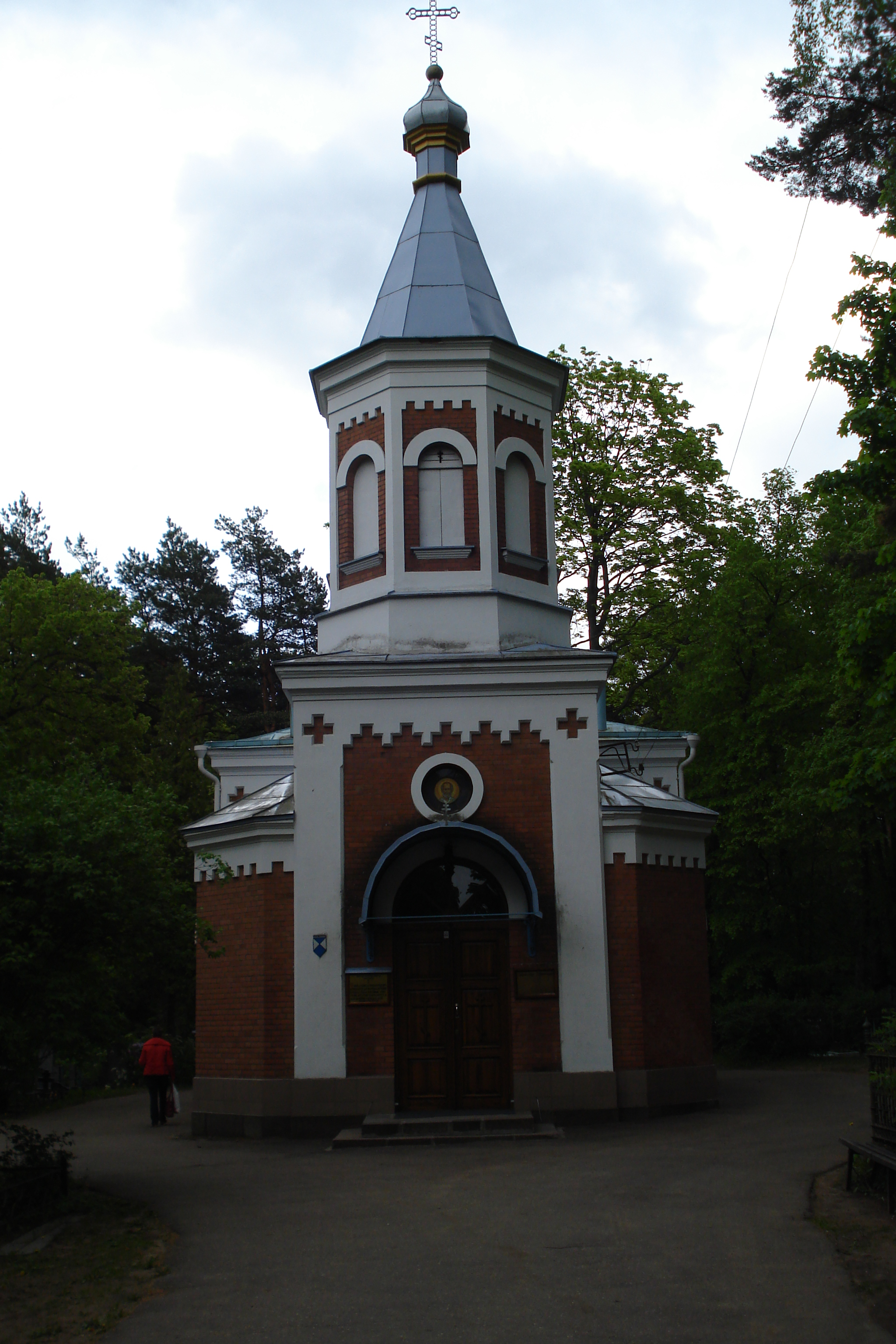
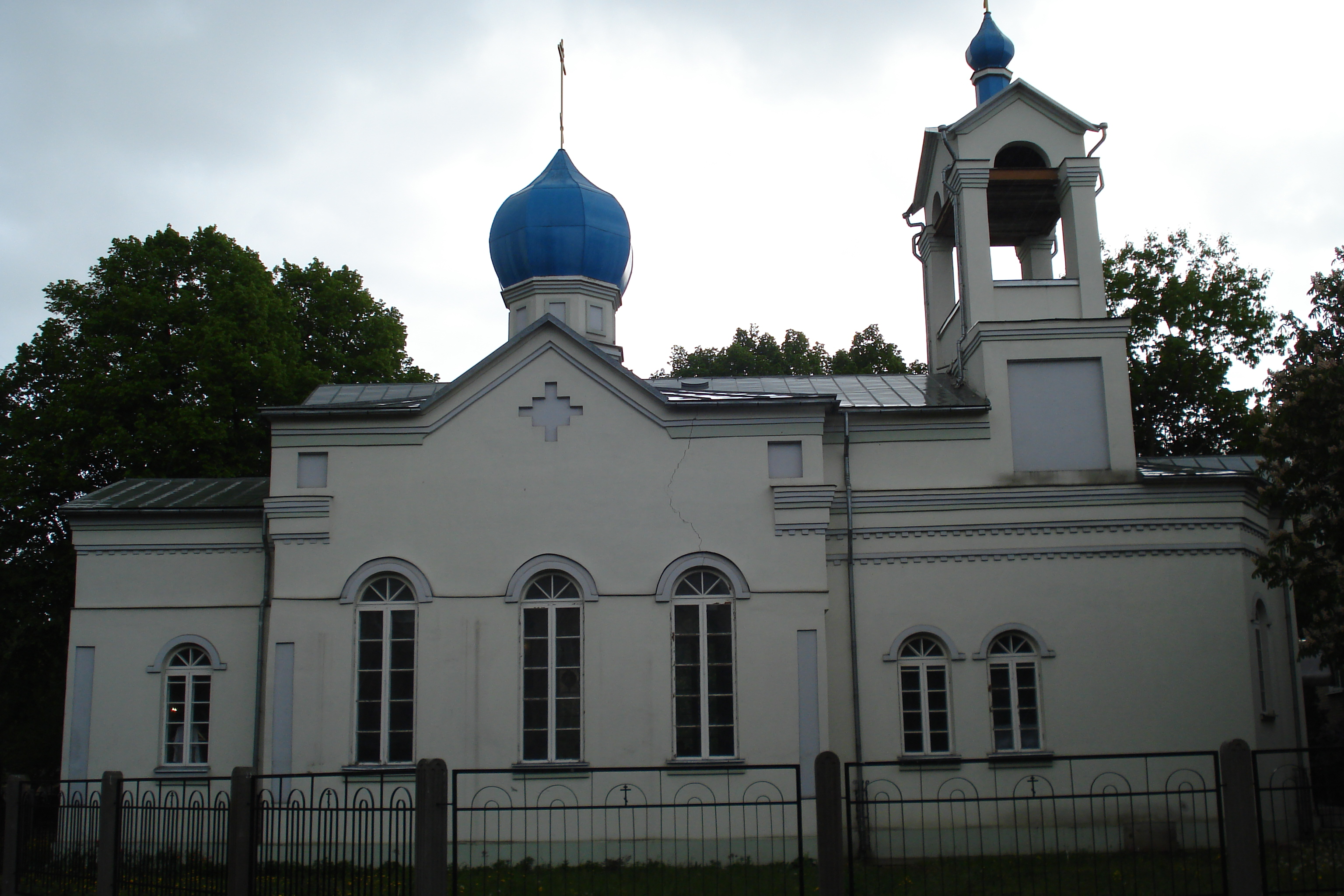
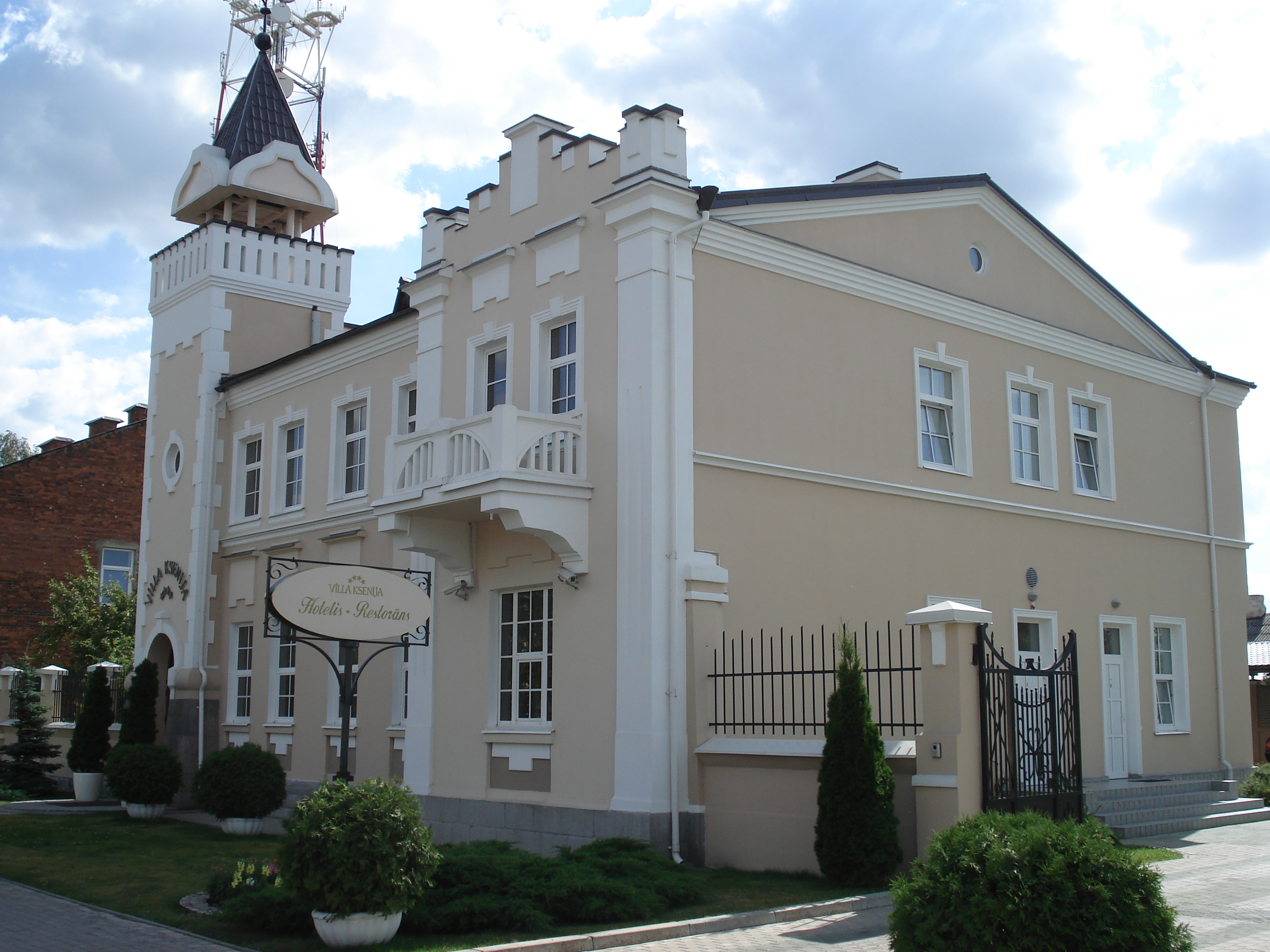
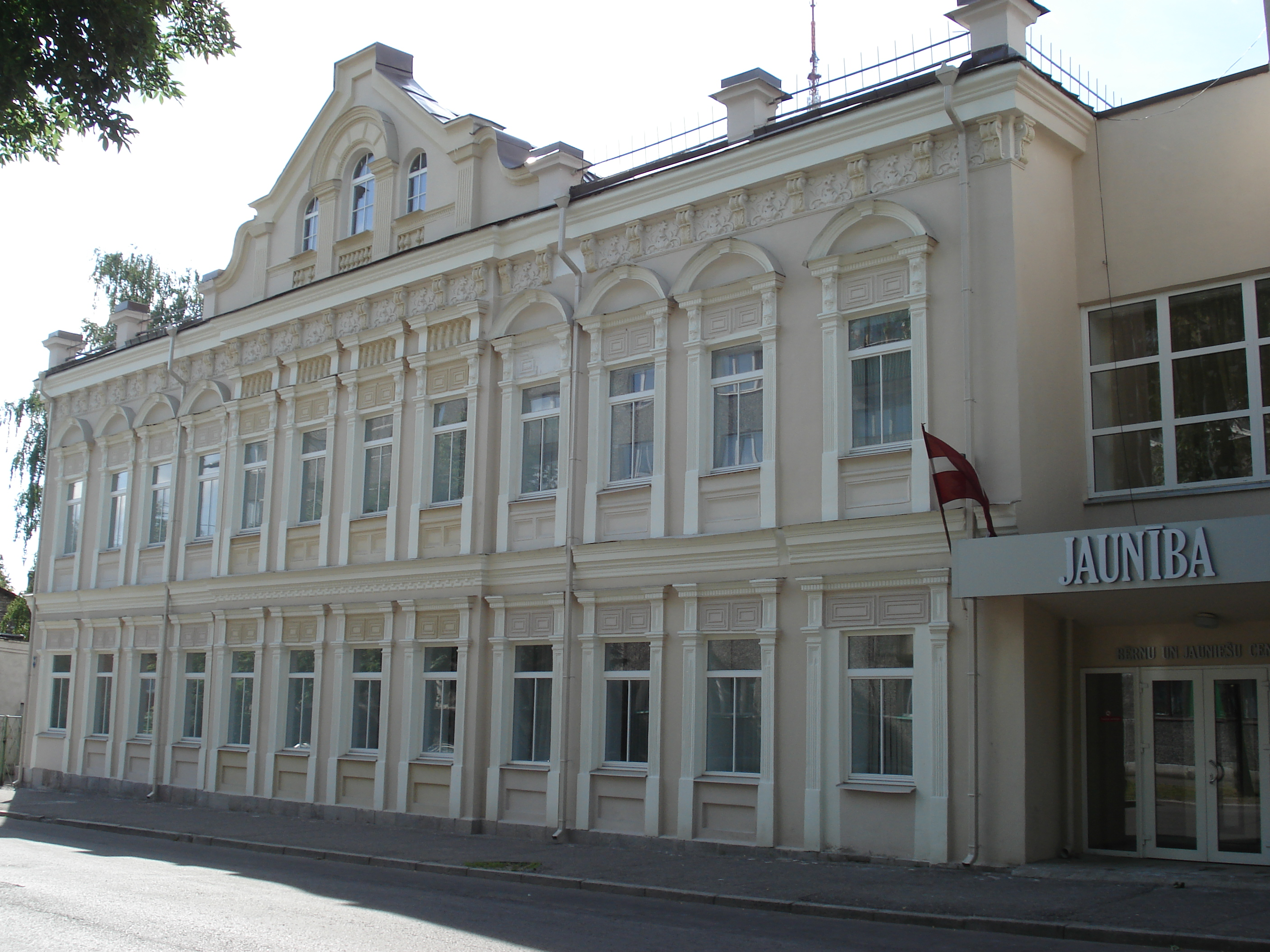